# Mietvilla Hölderlinstraße 1 (Radebeul)
Die Mietvilla Hölderlinstraße 1 liegt im Ursprungsstadtteil Alt-Radebeul der sächsischen Stadt Radebeul. Sie wurde 1890/1892 von den Gebrüdern Ziller errichtet.

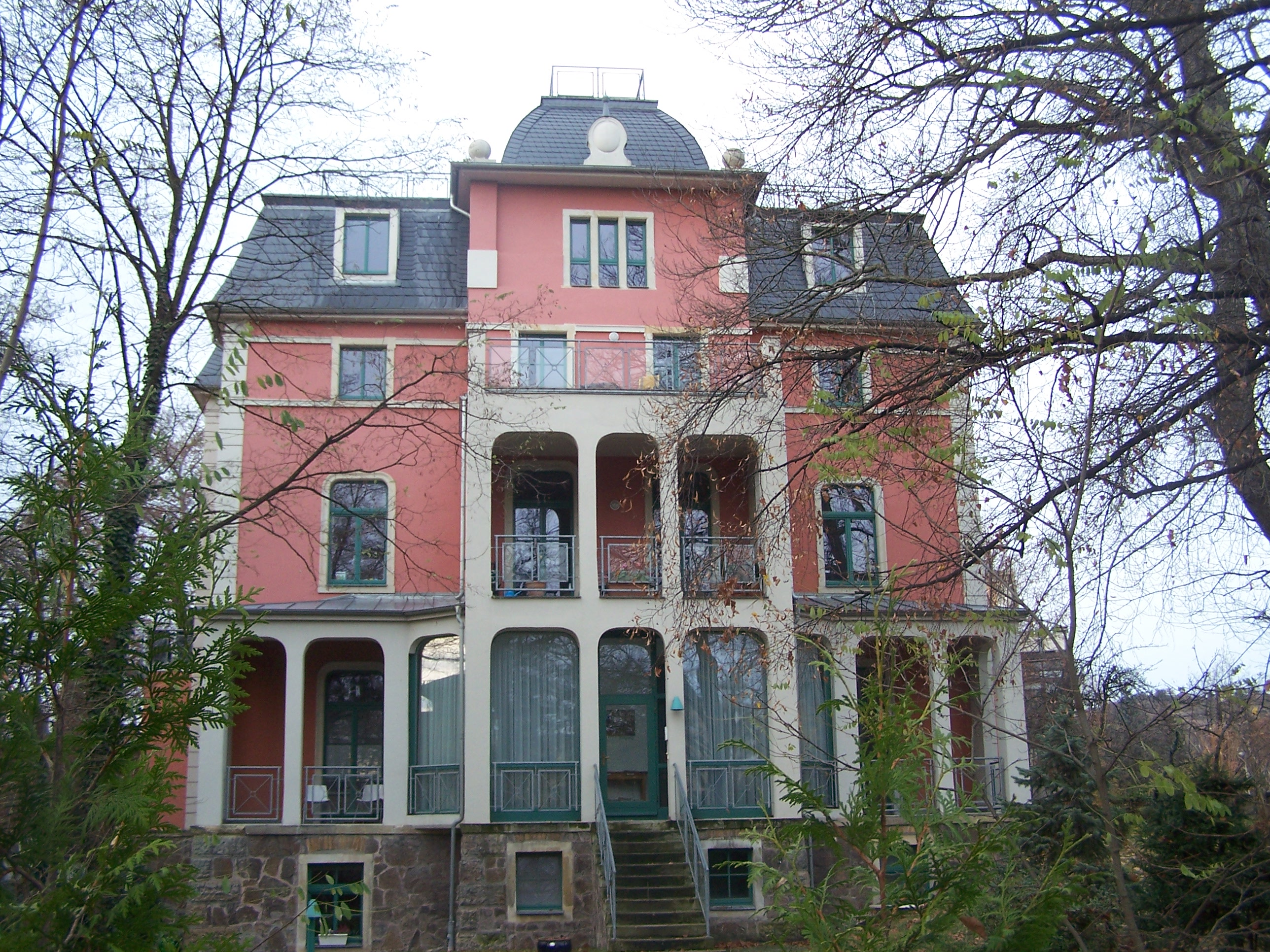
Mietvilla Hölderlinstraße 1

## Beschreibung

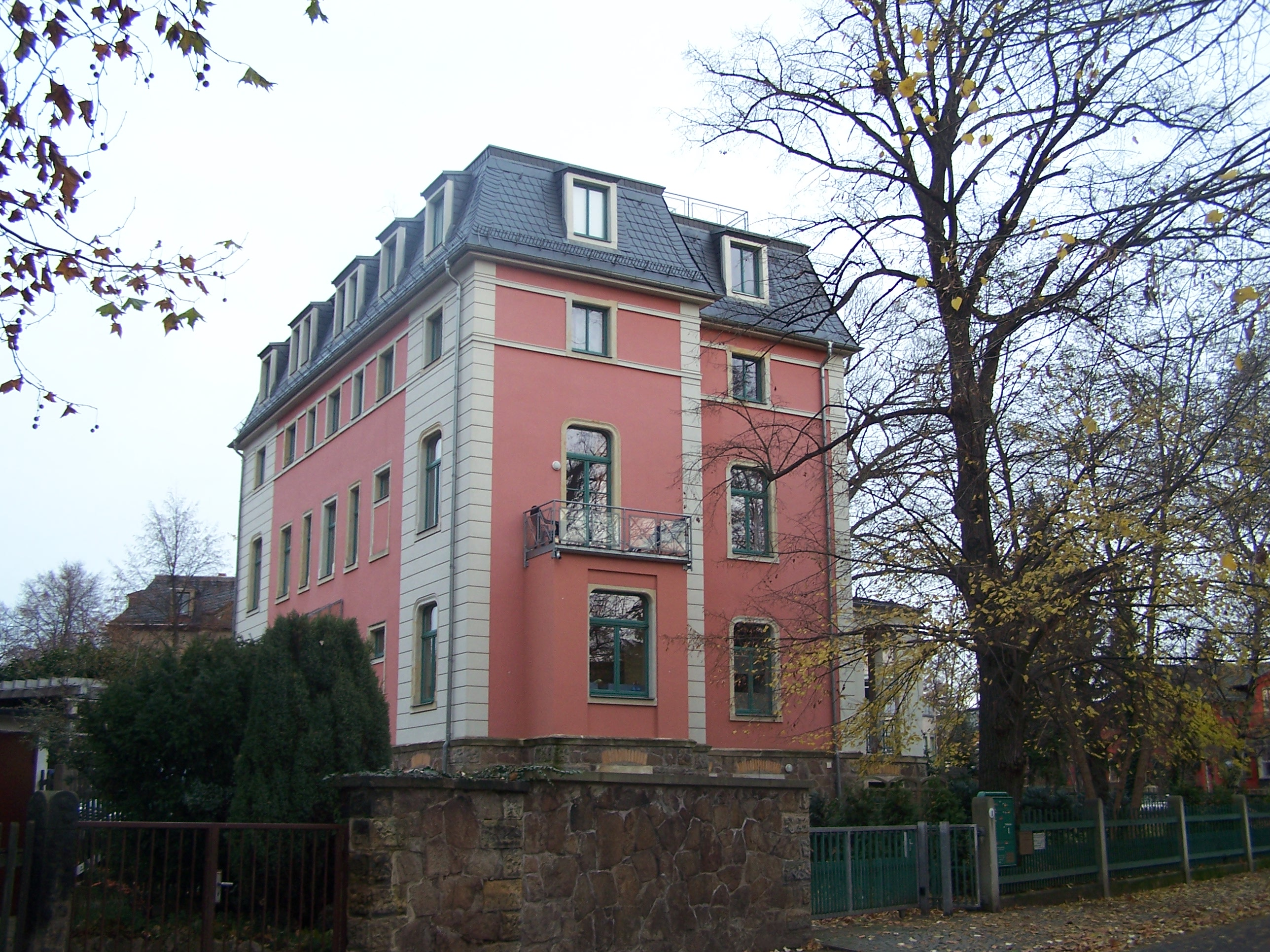
Mietvilla Hölderlinstraße 1

Die große, dreigeschossige, mit Einfriedung unter Denkmalschutz stehende Mietvilla steht auf einem hohen Bruchsteinsockel als Souterraingeschoss, dazu hat sie ein stark ausgebautes Mansarddach. Die symmetrische Hauptansicht des Gebäudes ist zum Garten und damit zur Straßenecke ausgerichtet. In ihr befindet sich ein viergeschossiger Mittelrisalit, der durch eine vierseitige, abgeplattete Haube abgeschlossen wird. Dem gesamten Erdgeschoss dieser Ansicht ist eine massive Veranda vorgesetzt, die im Obergeschoss auch noch vor dem Risalit steht und einen Austritt obenauf hat.
In den beiden Straßenansichten stehen Seitenrisalite, jeweils mit einem eingeschossigen Anbau davor. Auf der Gebäuderückseite steht ein Eingangsvorbau.
Der Putzbau ist in seiner Gliederung inzwischen stark reduziert, auch wenn jüngst wieder Ecklisenen angeputzt wurden. Die Fenster sind durch Sandstein-Gewände eingefasst.

## Geschichte
Die Planstraße XI auf dem ehemaligen Ackerland „Oberzeilen“ wurde auf eigene Kosten durch die Gebrüder Ziller erschlossen und nach Fertigstellung an die Gemeinde Radebeul übereignet, während die anliegenden Baugrundstücke von den Zillerbrüdern vermarktet wurden. Die Gemeinde gab im Gegenzug der Straße den Namen Moritzstraße, um damit den Baumeister Moritz Ziller, einen der beiden Zillerbrüder, zu ehren.
Das spitzwinklige Grundstück am Anfang der damaligen Moritzstraße, heute Hölderlinstraße, liegt an der Ecke zur Gellertstraße, die wenige Jahre vorher ebenfalls von den Gebrüdern Ziller erschlossen wurde. In den Jahren 1890 bis 1892 errichteten sie eine Mietvilla auf dem Eckgrundstück.
Im Jahr 1903 verstarb dort in seiner Wohnung der Hofschauspieler Eduard Decarli.
Der Baumeister Alwin Höhne baute 1920 für den Bauherren Oskar Hensel das Dachgeschoss, das ursprünglich nur ein Mezzanin mit Dach darstellte, zu einem Vollgeschoss im Dach aus. Gleichzeitig baute er die ursprünglich einfache hölzerne Veranda vor dem Erdgeschoss aus.
Weitere Umbauten des Gebäudes erfolgten 1934 vermutlich durch den Architekten Max Czopka, bei denen die Veranden in massive Gebäudeteile umgewandelt wurden.